# Jakub Świerczok
Jakub Świerczok (Tychy, 28 december 1992) is een Pools voetballer die doorgaans speelt als spits. In juli 2025 verliet hij Śląsk Wrocław. Świerczok maakte in 2017 zijn debuut in het Pools voetbalelftal.

## Clubcarrière
Świerczok begon met voetballen in de jeugd van MOSM Tychy en kwam via Górnik Katowice en Cracovia Kraków terecht bij Polonia Bytom. Bij deze club maakte hij in het seizoen 2011/12 zijn debuut in het eerste elftal. Hij kwam in een halfjaar tot twaalf doelpunten in achttien competitieduels en daarmee verdiende hij een transfer naar 1. FC Kaiserslautern, op dat moment actief in de Bundesliga. Daar debuteerde hij op 21 januari 2012, toen in eigen stadion met 0–0 gelijkgespeeld werd tegen Werder Bremen. Van trainer Marco Kurz mocht de Pool de volledige negentig minuten spelen.
Na zes competitieduels voor Kaiserslautern werd Świerczok voor het seizoen erna verhuurd aan Piast Gliwice. Na zijn terugkeer kwam hij alleen nog uit voor het beloftenteam in de Regionalliga West. Hierop verliet de spits Kaiserslautern transfervrij in januari 2015 voor Zawisza Bydgoszcz. Een halfjaar later werd Górnik Łęczna zijn nieuwe club. Medio 2016 ging de spits een niveau lager spelen, bij GKS Tychy. Met zestien doelpunten op het tweede niveau kreeg hij een transfer naar Zagłębie Lubin, dat ongeveer honderdduizend euro voor hem betaalde. Ook in de Ekstraklasa maakte Świerczok zestien doelpunten, nu al in de eerste seizoenshelft. Dit zorgde direct voor een nieuwe transfer, naar het Bulgaarse Loedogorets.
In de zomer van 2020 werd de aanvaller voor de tweede maal in zijn carrière verhuurd aan Piast Gliwice. Hier besloot hij het seizoen met vijftien treffers, waarmee hij tweede eindigde op de topscorerslijst, achter Tomáš Pekhart van Legia Warschau. Medio 2021 verkaste de Pool naar Nagoya Grampus. Aan het einde van het jaar werd hij geschorst na een positieve dopingtest. In februari 2023 keerde hij bij Zagłębie Lubin terug naar Polen. Bij Omiya Ardija keerde hij in de zomer van datzelfde jaar terug in Japan. Ruim een jaar later besloot Świerczok bij Śląsk Wrocław te gaan spelen.

## Clubstatistieken
| Seizoen | Club                    | Competitie   | Competitie | Competitie | Beker | Beker | Internationaal | Internationaal | Totaal | Totaal |
| Seizoen | Club                    | Competitie   | Wed.       | Dlp.       | Wed.  | Dlp.  | Wed.           | Dlp.           | Wed.   | Dlp.   |
| ------- | ----------------------- | ------------ | ---------- | ---------- | ----- | ----- | -------------- | -------------- | ------ | ------ |
| 2011/12 | Polonia Bytom           | I liga       | 18         | 12         | 2     | 0     | —              | —              | 20     | 12     |
| 2011/12 | 1. FC Kaiserslautern    | Bundesliga   | 6          | 0          | 0     | 0     | —              | —              | 6      | 0      |
| 2011/12 | 1. FC Kaiserslautern II | Regionalliga | 9          | 3          | —     | —     | —              | —              | 9      | 3      |
| 2012/13 | → Piast Gliwice         | Ekstraklasa  | 1          | 0          | 0     | 0     | —              | —              | 1      | 0      |
| 2013/14 | 1. FC Kaiserslautern II | Regionalliga | 4          | 2          | —     | —     | —              | —              | 4      | 2      |
| 2014/15 | 1. FC Kaiserslautern II | Regionalliga | 10         | 3          | —     | —     | —              | —              | 10     | 3      |
| 2014/15 | Zawisza Bydgoszcz       | Ekstraklasa  | 15         | 4          | 0     | 0     | —              | —              | 15     | 4      |
| 2015/16 | Górnik Łęczna           | Ekstraklasa  | 31         | 7          | 1     | 0     | —              | —              | 32     | 7      |
| 2016/17 | GKS Tychy               | I liga       | 30         | 16         | 1     | 0     | —              | —              | 31     | 16     |
| 2017/18 | Zagłębie Lubin          | Ekstraklasa  | 21         | 16         | 4     | 1     | —              | —              | 25     | 17     |
| 2017/18 | Loedogorets             | Parva Liga   | 12         | 7          | 0     | 0     | 2              | 0              | 14     | 7      |
| 2018/19 | Loedogorets             | Parva Liga   | 25         | 11         | 2     | 2     | 9              | 5              | 36     | 18     |
| 2019/20 | Loedogorets             | Parva Liga   | 21         | 6          | 2     | 1     | 12             | 5              | 35     | 12     |
| 2020/21 | Loedogorets             | Parva Liga   | 1          | 0          | 0     | 0     | 0              | 0              | 1      | 0      |
| 2020/21 | → Piast Gliwice         | Ekstraklasa  | 23         | 15         | 3     | 1     | 1              | 1              | 27     | 17     |
| 2021    | Nagoya Grampus          | J1 League    | 14         | 7          | 5     | 2     | 2              | 3              | 21     | 12     |
| 2022/23 | Zagłębie Lubin          | Ekstraklasa  | 5          | 0          | 0     | 0     | —              | —              | 5      | 0      |
| 2023    | Omiya Ardija            | J2 League    | 10         | 3          | 0     | 0     | —              | —              | 10     | 3      |
| 2024    | Omiya Ardija            | J3 League    | 4          | 2          | 1     | 0     | —              | —              | 5      | 2      |
| 2024/25 | Śląsk Wrocław           | Ekstraklasa  | 10         | 2          | 1     | 0     | —              | —              | 11     | 2      |
| Totaal  | Totaal                  | Totaal       | 270        | 116        | 22    | 7     | 26             | 14             | 318    | 137    |

Bijgewerkt op 8 juli 2025.

## Interlandcarrière
Świerczok maakte zijn debuut in het Pools voetbalelftal op 10 november 2017, toen een vriendschappelijke wedstrijd gespeeld werd tegen Uruguay. Tijdens deze wedstrijd werd niet gescoord. Świerczok moest van bondscoach Adam Nawałka op de reservebank beginnen en hij viel na zevenenzestig minuten spelen in voor Kamil Wilczek. De andere Poolse debutant dit duel was Jarosław Jach (eveneens Zagłębie Lubin).
Świerczok werd in mei 2021 door bondscoach Paulo Sousa opgenomen in de selectie voor het uitgestelde EK 2020. Tijdens een van de oefenwedstrijden ter voorbereiding op het EK maakte hij zijn eerste interlanddoelpunt. Op 1 juni 2021 opende hij na vier minuten de score tegen Rusland. Door een doelpunt van Vjatsjeslav Karavajev zou het uiteindelijk 1–1 worden. Op het toernooi werd Polen uitgeschakeld in de groepsfase, na nederlagen tegen Slowakije (1–2) en Zweden (3–2) en een gelijkspel tegen Spanje (1–1). Świerczok speelde alleen tegen Zweden mee.
| Interlands van Jakub Świerczok voor Polen | Interlands van Jakub Świerczok voor Polen | Interlands van Jakub Świerczok voor Polen | Interlands van Jakub Świerczok voor Polen | Interlands van Jakub Świerczok voor Polen | Interlands van Jakub Świerczok voor Polen |
| №                                         | Datum                                     | Wedstrijd                                 | Uitslag                                   | Competitie                                | Goals                                     |
| Als speler bij Zagłębie Lubin             | Als speler bij Zagłębie Lubin             | Als speler bij Zagłębie Lubin             | Als speler bij Zagłębie Lubin             | Als speler bij Zagłębie Lubin             | Als speler bij Zagłębie Lubin             |
| ----------------------------------------- | ----------------------------------------- | ----------------------------------------- | ----------------------------------------- | ----------------------------------------- | ----------------------------------------- |
| 1                                         | 10 november 2017                          | Polen – Uruguay                           | 0 – 0                                     | Vriendschappelijk                         |                                           |
| 2                                         | 13 november 2017                          | Polen – Mexico                            | 0 – 1                                     | Vriendschappelijk                         |                                           |
| Als speler bij Loedogorets                |                                           |                                           |                                           |                                           |                                           |
| 3                                         | 23 maart 2018                             | Polen – Nigeria                           | 0 – 1                                     | Vriendschappelijk                         |                                           |
| Als speler bij Piast Gliwice              |                                           |                                           |                                           |                                           |                                           |
| 4                                         | 1 juni 2021                               | Polen – Rusland                           | 1 – 1                                     | Vriendschappelijk                         | 4'                                        |
| 5                                         | 8 juni 2021                               | Polen – IJsland                           | 2 – 2                                     | Vriendschappelijk                         |                                           |
| 6                                         | 23 juni 2021                              | Zweden – Polen                            | 3 – 2                                     | EK 2020                                   |                                           |

Bijgewerkt op 8 juli 2025.

## Erelijst
| Parva Liga               | 3 | 2017/18, 2018/19, 2019/20 |
| Soeperkoepa na Balgarija | 2 | 2018, 2019                |